# Takuya Wada
Takuya Wada (和田 拓也?, Wada Takuya; Kanagawa, 28 luglio 1990) è un calciatore giapponese, difensore o centrocampista dell'Omiya Ardija.

## Carriera
Cresciuto calcisticamente tra le file del Tokyo Verdy, debutta in prima squadra nel 2009. Dopo quattro stagioni è acquistato dal Vegalta Sendai, dove però milita solamente un anno, prima di essere ceduto all'Omiya Ardija. Con gli scoiattoli trova più continuità di gioco e contribuisce alla lotta per la retrocessione in J2 League, che arriva tuttavia nel 2015. Grazie a una buona annata la squadra riuscirà comunque a tornare in J1 League già a partire dalla stagione successiva.
Al termine di cinque stagioni, nel corso delle quali raccoglie 109 presenze e 2 reti in campionato, passa al Sanfrecce Hiroshima.

## Palmarès

### Club

#### Competizioni nazionali
- J2 League: 1

Omiya Ardija: 2015
- Campionato giapponese: 1

Yokohama F·Marinos: 2019